# Neosocialismo
Il neosocialismo era il nome di una fazione politica revisionista esistente in Francia durante gli anni '30 e in Belgio, come planismo, nello stesso periodo. In Francia era rappresentata dall'Unione Socialista Repubblicana e in Belgio dall’ala destra del Partito Operaio Belga. I suoi maggiori esponenti furono il francese Marcel Déat e il belga Henri de Man. Durante gli anni '30 la fazione prese gradualmente le distanze dal marxismo rivoluzionario e dal socialismo riformista, non rientrando comunque nel collaborazionismo di classe tipico del progressismo socialista radicale; i neo socialisti sostenevano invece una rivoluzione dall'alto guidata dallo stato col supporto dei tecnici (ingegneri ecc.) che definivano una rivoluzione costruttiva. In Francia questo li portò in conflitto con la tradizionale politica antigovernativa della SFIO e i neosocialisti ne furono espulsi. Parte dei neosocialisti aderì al regime collaborazionista della Francia di Vichy che propugnava officialmente una ideologia fascista nota come rivoluzione nazionale.